# Duivenvoordecorridor

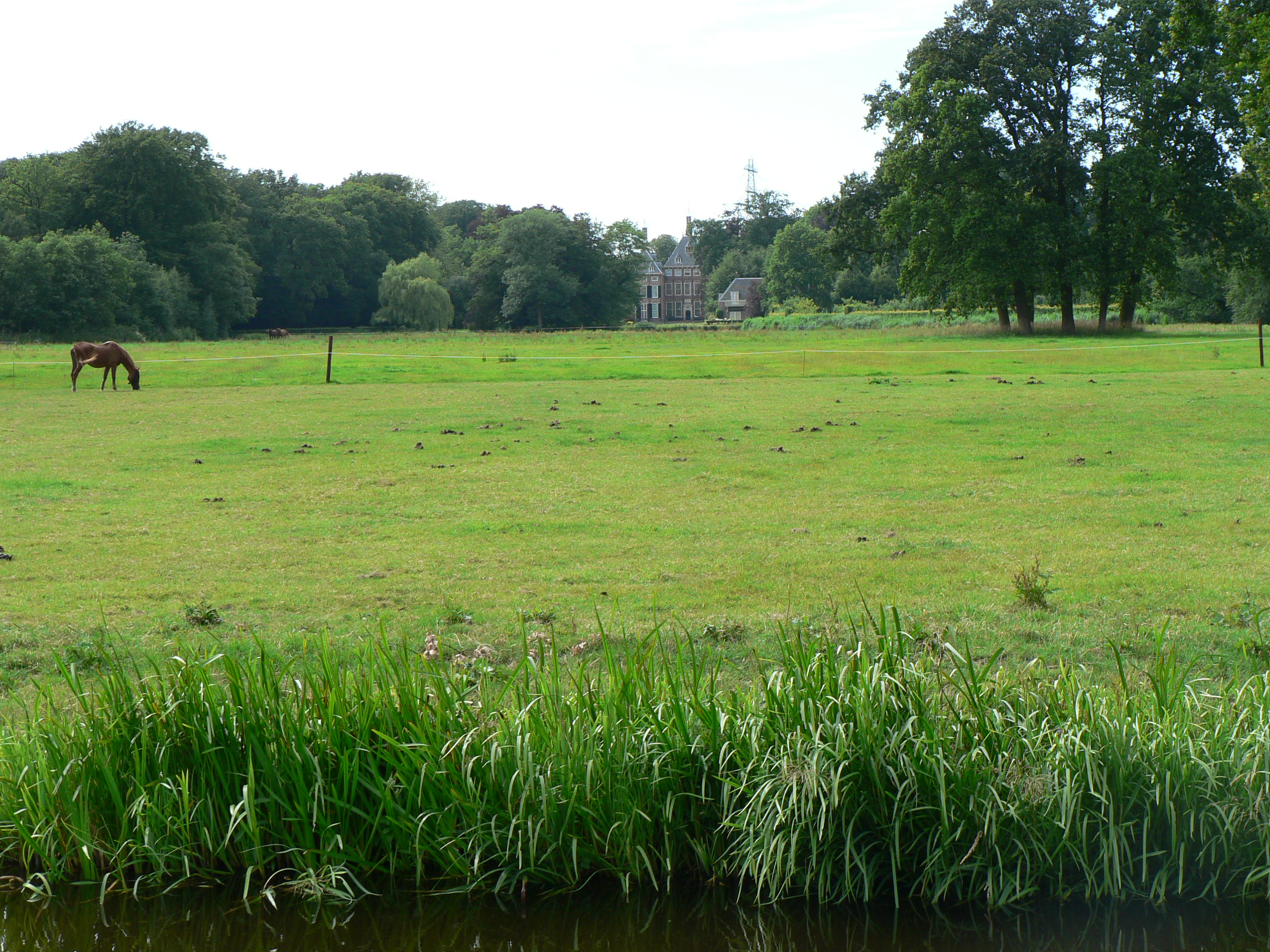
De groene weiden rond Kasteel Duivenvoorde

De Duivenvoordecorridor is een groene zone tussen de plaatsen Voorschoten, Leidschendam en Wassenaar en maakt deel uit van de ecologische hoofdstructuur van Nederland. De corridor is vernoemd naar het kasteel Duivenvoorde, dat midden in de groenzone ligt. De zone vormt een verbinding tussen het natte Groene Hart in het oosten en de drogere bossen en duinen langs de kust bij Wassenaar. Verschillende historische landgoederen bevinden zich in de groenzone, waaronder het gebied De Horsten.
De gemeenten Leidschendam-Voorburg, Wassenaar en Voorschoten hebben afspraken gemaakt voor de herinrichting van het gebied, waarbij de glastuinbouw sterk wordt teruggedrongen en vervangen wordt door natuurgebied en wat beperkte landgoed-achtige bebouwing.
Op 21 april 2009 tekenden de betrokken gemeenten en de provincie Zuid-Holland een overeenkomst voor het herstel van het oorspronkelijke landschap.